# Pavel Fajt
Pavel Fajt (* 25. Dezember 1957 in Brno) ist ein tschechischer Jazz- und Rock-Schlagzeuger.
Fajt begann Anfang der 1980er Jahre als Komponist von Schauspiel- und Tanzmusik. 1983 gehörte er zu den Begründern der Band Dunaj, die prägend für die Entwicklung der Rockmusik in der Tschechoslowakei wurde. 1985 begann seine Zusammenarbeit mit Iva Bittová, mit der er Ende der 1980er Jahre mehrere Alben aufnahm und Tourneen durch Europa, Amerika und Japan unternahm. 1988 traten sie beim MIMI Festival in Frankreich mit Fred Frith, 1989 mit Ferdinand Richard auf.
In der ersten Hälfte der 1990er Jahre arbeitete er u. a. mit Vladimír Václavek (Joseph Boys), Anna Homler und Geert Waegeman (Die Vogel Europas) und in Duos mit Mikoláš Chadima und Jim Meneses. 1995 gründete er mit dem Sänger Václav Bartos, dem Gitarristen Petr Zavadil und dem Bassisten Tomás Fröhlich die Gruppe Pluto, mit der er mehrere Alben einspielte.
Ende der 1990er Jahre arbeitete er mit den Danubians (mit Amy Denio) und der ungarischen Rockgruppe Kampec Dolores. Anfang der 2000er Jahre trat er mit der Sacha-Sängerin Stepanida Borisova auf.

## Diskographie
- Bittová & Fajt, 1987
- Svatba, 1988
- Dunaj a Iva Bittová, 1989
- Rosol, 1991
- Songs for the Drums, 1993
- Anna Homler, Pavel Fajt, Geert WaegemanMacaronic Sines, 1995
- Pustit musíš, 1996
- Pavel Fajt & Pluto mit Iva Bittová, Rajesh Mehta, 1996
- Anna Homler, Pavel Fajt, Geert Waegeman, Koen Van Roy Corne de Vache, 1997
- Pluto: Tri, 1998
- Pruhlední lidé (Transparent People) mit Mikolás Chadima, Tomás Fröhlich, 1998
- The Danubians mit Amy Denio, Csaba Hajnóczy, Gabi Kenderesi, 2000
- DrumTrek, 2001
- Rosol & 5x Life Bonus mit Iva Bittová, Josef Ostransky, Vladimír Václavek, 2002
- Ladakh 567 mit Jirí Hradil, Václav Korínek, David Kormos, Olga Kuthanová, Marcelka Michalková, Jirí Paska, Radim Sychra, 2002

## Filmografie
- 1990: Step Across the Border (Dokumentarfilm)